# بعثة الدعم الدولية بقيادة إفريقيا إلى مالي

الدول الأعضاء في بعثة الدعم

بعثة الدعم الدولية بقيادة أفريقيا إلى مالي هي بعثة عسكرية منظمة تابعة للجماعة الاقتصادية لدول غرب إفريقيا أُرسلت لدعم حكومة مالي الدولة العضو في المجموعة ضد المتمردين الإسلاميين في الصراع شمال مالي. تم تفويض البعثة بموجب قرار مجلس الأمن رقم 2085، الصادر في 20 ديسمبر 2012 والذي «يأذن بنشر بعثة دعم دولية بقيادة أفريقية في مالي لفترة أولية مدتها عام واحد».
في البداية، كان من المقرر أن تبدأ المهمة في سبتمبر 2013 ولكن بعد تقدم غير متوقع من قبل قوات المتمردين في أوائل يناير 2013 والتدخل الفرنسي اللاحق، قررت المجموعة الاقتصادية لدول غرب أفريقيا نشر قواتها على الفور. في 17 يناير، بدأت نيجيريا في نشر القوات الجوية والبرية في مالي. وأعقب الانتشار النيجيري وصول وحدة قوامها 160 فردا من بوركينا فاسو في الأسبوع التالي. وكان أول قائد لبعثة الدعم الدولية هو اللواء النيجيري عبد القادر شيهو.
من ناحية أخرى، صدق رؤساء دول وحكومات المجموعة الاقتصادية لدول غرب أفريقيا على اللواء شيهو من نيجيريا قائدا للقوة والعميد ياي جاربا من النيجر نائبا لقائد القوة.
في 31 كانون الثاني (يناير)، قدرت وزارة الخارجية الأمريكية وجود حوالي 1400 جندي من قوات الدعم الدولية من نيجيريا وبنين وتوغو والسنغال وبوركينا فاسو وتشاد على الأرض في مالي.
تم الالتزام بالقوات التالية في بعثة الدعم الدولية:
| الدولة       | العناصر                            | ملاحظات                                                                                                |
| ------------ | ---------------------------------- | --- |
| بنين         | 300                                | |
| بوركينا فاسو | 500                                | |
| بوروندي      | غير معروف                          | |
| الرأس الأخضر | غير معروف                          | |
| تشاد         | 1,800                              | |
| الغابون      | 900                                | |
| غامبيا       | فصيلة شرطة عسكرية وسرية مشاة واحدة | |
| غانا         | 120 - كتيبة مهندسين                | |
| غينيا        | 144                                | |
| غينيا بيساو  | غير معروف                          | |
| ساحل العاج   | 500                                | |
| ليبيريا      | فصيلة واحدة                        | |
| النيجر       | 500                                | |
| نيجيريا      | 1,200                              | يقال أنها تضم عناصر من كتيبة 333. وطائرات هليكوبتر من طراز ميل مي -35 وطائرتين نيجيريتين من طراز ألفا. |
| رواندا       | غير معروف                          | |
| السنغال      | 500                                | |
| سيراليون     | 500                                | "كتيبة صيانة" (وكالة أنباء شينخوا)                                                                     |
| جنوب أفريقيا | غير معروف                          | |
| تنزانيا      | غير معروف                          | |
| توغو         | 500                                | |
| أوغندا       | غير معروف                          | |
| مجموع القوة: | 7,464                              | |

## اصابات
قُتل 65 جنديًا خلال المهمة: 34 تشاديًا،  28 نيجيريًا  2 توغولي  وواحد من بوركينا فاسو.